# イーガジャケジョロ
『イーガジャケジョロ』は、日本のロックバンド、UNICORNの12作目のオリジナル・アルバム。2014年3月26日発売。発売元はキューンミュージック。

## 解説
オリジナル・アルバムは『Z』『Z II』より約2年8ヵ月振り。
アルバム・タイトルの「イーガジャケジョロ」という言葉に意味はなく、川西幸一は「”ジュビジュバ”みたいなもの」と発言。
再始動以降アルバムでは『Z II』以外Blu-spec CDが採用されてきたが、本作では採用されていない。

## 制作
本作の収録曲は、奥田民生が単独でボーカルをとる曲が半数以下となっており、これはオリジナル・アルバムとしては結成以来初めてである。
このことに対して奥田は「今回は電大の3人（川西・EBI・手島）が自分たちで歌いたがって、みんな（歌を）振ってくれない」と語っている。
川西が作詞・作曲にかかわる楽曲がアルバム史上最多の5曲を占めている。

## リリース形態
DVD付初回生産限定盤、通常盤、CD EXTRA付・ボーナスCD付セブン&アイ盤、アナログ盤の4形態で発売。

## リリース履歴
| No. | 日付          | レーベル             | 規格             | 規格品番                                    | 最高順位 | 備考                                               |
| --- | ------------- | -------------------- | ---------------- | ------------------------------------------- | -------- | -------------------------------------------------- |
| 1   | 2014年3月26日 | キューンミュージック | CD CD+DVD 2CD LP | KSCL-2395 KSCLｰ2393/4 KSC7-11/2 KSJL-6171/2 | 3位      | 通常盤 初回限定盤 セブン&アイ限定盤 完全生産限定盤 |

## 収録曲

### CD盤
| 全編曲: UNICORN。 |                         |                           |                    |                            |       |
| #                 | タイトル                | 作詞                      | 作曲               | ボーカル                   | 時間  |
| 1.                | 「イーガジャケジョロ」  | 川西幸一                  | 川西幸一           | 川西幸一・EBI・手島いさむ  | 1:42  |
| 2.                | 「夢見た男」            | EBI                       | EBI                | EBI                        | 3:18  |
| 3.                | 「Boys&Girls」          | ABEDON                    | ABEDON             | ABEDON                     | 3:40  |
| 4.                | 「あなたが太陽」        | 奥田民生・川西幸一        | 奥田民生・川西幸一 | 奥田民生・川西幸一・ABEDON | 4:10  |
| 5.                | 「早口カレー」          | 奥田民生                  | 奥田民生           | 奥田民生                   | 3:10  |
| 6.                | 「We are All Right」    | ABEDON                    | ABEDON             | ABEDON                     | 4:21  |
| 7.                | 「KEEP ON ROCK'N ROLL」 | ABEDON                    | ABEDON             | 奥田民生                   | 4:54  |
| 8.                | 「俺のタクシー」        | 奥田民生・川西幸一        | 奥田民生・川西幸一 | 奥田民生・川西幸一         | 2:57  |
| 9.                | 「ユトリDEATH」         | 奥田民生                  | 奥田民生           | 奥田民生                   | 3:33  |
| 10.               | 「トキメキーノ」        | 川西幸一                  | 川西幸一           | ユニコーン                 | 2:12  |
| 11.               | 「お前BABY」            | 川西幸一・EBI・手島いさむ | 手島いさむ         | EBI                        | 3:58  |
| 12.               | 「それだけのこと」      | 手島いさむ                | 手島いさむ         | 手島いさむ                 | 4:07  |
| 13.               | 「鳥の特急便」          | 奥田民生                  | 奥田民生           | 奥田民生                   | 3:44  |
| 14.               | 「Feel So Moon」        | 奥田民生                  | ABEDON             | 奥田民生                   | 4:46  |
| 合計時間:         | 合計時間:               | 合計時間:                 | 合計時間:          | 合計時間:                  | 50:38 |

### セブン&アイ盤
| 全編曲: UNICORN。 |              |           |           |                  |       |
| #                 | タイトル     | 作詞      | 作曲      | ボーカル         | 時間  |
| 15.               | 「はいYES!」 | ABEDON    | ABEDON    | ABEDON・奥田民生 | 4:56  |
| 合計時間:         | 合計時間:    | 合計時間: | 合計時間: | 合計時間:        | 55:34 |

### 初回特典DVD
- MOVIE27 2014 冬季ゴニンピック 〜13/14秋冬シーズンを観測、笑いの祭典!〜
- 「Feel So Moon」Music Clip

## 楽曲解説
1. イーガジャケジョロ
  - タイトル曲。アルバムにタイトル曲が収録されるのは『ヒゲとボイン』以来である。
2. 夢見た男
  - ライブでもABEDONがベースを担当。
3. Boys&Girls
4. あなたが太陽
  - 資生堂「ANESSA」2014年CMソング
  - MVが制作されている[2]。
  - ボーカルはサビを奥田が、Aメロの部分を川西とABEDONがそれぞれ担当している。Aメロのボーカル・コーラスは全員、川西の歌い方を真似て歌っている。奥田曰く（原曲の）サビの部分以外が気に入らず、CMで使う部分しか作ってないぐらいの勢いだったという[3]。原曲のサビ以外の部分は初回特典DVDで数秒聞くことができる。
5. 早口カレー
  - アニメ映画『宇宙兄弟 #0』主題歌
6. We are All Right
7. KEEP ON ROCK'N ROLL
  - 本作のリード・トラックで、MVが制作されている[2]。
  - 2014年3月21日放送の『ミュージックステーション』に出演した際は、本曲と「すばらしい日々」が演奏された。
8. 俺のタクシー
  - 歌詞の内容についてはABEDONが体験した実話である。ちなみに荷物は捜索の結果、舟渡で見つかったという[3]。
  - 奥田が持ってきたデモと川西が持ってきたデモのテンポや雰囲気が似ていたため、その2つを組み合わせて制作された。
  - MVが制作されている。
9. ユトリDEATH
10. トキメキーノ
  - ボーカルはAメロを奥田、BメロをABEDON、サビを川西・EBI・手島がそれぞれ担当。奥田とABEDONは川西の歌い方を真似て歌っている。
11. お前BABY
  - 歌のテンションを上げるために奥田が最初に歌い、それをEBIが突き詰めてプレスリースタイルになった。
  - ライブでも奥田がベースを担当。
12. それだけのこと
  - ABEDONのピアノと、手島のボーカルのみで構成された楽曲。
  - ライブでは手島によるピアノ弾き語りで披露される。
13. 鳥の特急便
14. Feel So Moon
  - 2012年発売のシングル。アニメ『宇宙兄弟』第1期オープニングテーマ。後に映画『宇宙兄弟 #0』主題歌としても起用された。
  - 「宇宙兄弟」とのコラボによるMVが制作された。
15. はいYES!
  - セブン&アイ盤のみ収録曲。
  - フジテレビ系ドラマ『残念な夫。』主題歌[4]。ドラマサントラ盤に収録。

## 参加ミュージシャン
メンバー
- ABEDON - ボーカル、コーラス、ピアノ (#4, #12)、キーボード (#4-7, #10, #11, #13, #14)、ギター (#3, #8, #9, #11)、ベース (#2)、ハープ (#1)、クラップ (#11, EX)、宇宙人 (#14)
- ニセン14 - ベース(#2,#11以外)、ボーカル、コーラス、サイレン (#2)、クラップ (#EX)、シャンパン（ピッチャー） (#EX)
- OT - ボーカル、ギター、ベース (#11)、タンバリン (#4-6, #8, #11, #13)、鼓笛隊2 (#4)、クラップ (#EX)
- コンド55号 - ドラムス、ボーカル、コーラス、ベース（ふぁず) (#3)、クラップ (#11, EX)、鼓笛隊1 (#4)、運転手 (#8)
- IT社長 - ギター、ボーカル、コーラス、クラップ (#11, EX)、シャンパン（キャッチャー） (#EX)

サポート
- 河合マイケル - 鼓笛隊3 (#4)
- 服部かなめ - 鼓笛隊4 (#4)
- 八熊慎一 - 飛び入りベース (#10)
- hiMAGINE - クラップ (#11)、ガヤ (#EX)
- 佐藤帆乃佳・沖祥子 - 1stヴァイオリン (#14)
- 法常奈緒子・内山ふみ - 2ndヴァイオリン (#14)
- 青木史子・菊池幹代 - ヴィオラ (#14)
- 橋本歩・原口梓 - チェロ (#14)